# Esther Byrnes
Pour les articles homonymes, voir Byrnes.
Esther Fussell Byrnes (1867 - 1945) est une biologiste et professeure de sciences américaine. Elle est l'une des premières femmes copépodologues, c'est-à-dire des scientifiques qui étudient les copépodes. Elle était membre de l'Académie des sciences de New York, ainsi que de la Société américaine des naturalistes.

## Biographie
Esther Byrnes naît à Overbrook, Philadelphie, en 1867. Elle est diplômée du Bryn Mawr College avec un B.A. en 1891. Pendant les deux années suivantes, elle travaille au département de biologie du Vassar College en tant qu'assistante,. Elle retourne ensuite au Bryn Mawr College et obtient une maîtrise en 1894, puis un doctorat en 1898, tout en travaillant au département de biologie du collège.
Elle quitte le collège et va enseigner à New York, à la Girls High School de Brooklyn, dans leur département de physiologie et de biologie, jusqu'à sa retraite de l'enseignement en 1932. Pendant cette période, elle est membre de l'Association des professeurs de sciences de New York, qui n'est interrompue que de 1926 à 1927, lorsqu'elle prend une année sabbatique pour donner des cours particuliers aux princesses de la famille royale japonaise au Tsuda College, à Tokyo.
En 1940, elle devient directrice du laboratoire biologique de Mount Desert, dans le Maine.
Ses recherches sont axées sur la biologie marine et son travail à Bryn Mawr porte sur l'étude de la régénération des membres chez les amphibiens ainsi que sur l'étude du cyclope, une espèce de crustacé d'eau douce.
Elle décède dans le Maine pendant ses vacances à l'âge de 79 ans.

## Œuvres
- (en) Esther Fussell Byrnes, The fresh water Cyclops of Long Island, Brooklyn Institute of Arts and Sciences,, 1909 (DOI 10.5962/bhl.title.10398, lire en ligne).